# Общественное животное. Введение в социальную психологию
Общественное животное. Введение в социальную психологию (англ. The Social Animal) — научно-популярная книга американского социального психолога Эллиота Аронсона. Впервые была издана в 1972 году, с тех книга была переиздана 12 раз.

## Содержание
В стиле, написанном для широкой аудитории, книга раскрывает то, что современная психология знает о причинах некоторых из наиболее важных аспектов человеческого поведения.
Аронсон начинает книгу, цитируя ряд сценариев, реальных и вымышленных ― реакции на расстрел в Кентском университете, эксперименты в Стэнфордской тюрьме, четырёхлетнего ребенка, которому дали барабан, все эти примеры иллюстрируют разнообразие наблюдаемого человеческого поведения в реальной жизни. Остальная часть книги посвящена в основном объяснению того, как человеческие умы работают и взаимодействуют друг с другом, используя эти ситуации в качестве примеров. Книга охватывает темы, касающиеся причин предрассудков, агрессии и когнитивного диссонанса.
Объясняя причины необычного поведения людей, Аронсон цитирует свой «первый закон»:

Люди, которые делают сумасшедшие вещи, не обязательно сумасшедшие
.

## Стиль и использование экспериментального метода
Как ученый, Аронсон подчеркивает важность эмпирических исследований в психологии. Таким образом, объяснения человеческого поведения как «социального животного» в значительной степени подтверждаются цитатами из исследований, проведенных исследователями социальной психологии. На протяжении всей книги Аронсон полагается на использование контролируемых экспериментов для подтверждения эмпирических наблюдений.

## Издание в России
Возможно, первое издание на русском языке—М.: изд-во "Аспект Пресс", 1998 г. Перевод: Марина Ковальчук. Редактор: В.Магун. ISBN 5-7567-0222-9
Книга была переведена на русский язык и вышла в свет в издательстве «Прайм-Еврознак» в 20 году. Переводчик ― С. Рысев. ISBN 5-93878-216-3, 5-93878-260-0